# 안기훈
안기훈(2002년 1월 1일 ~ )은 대한민국의 축구 선수이며 포지션은 공격수이다. 현재 양주시민축구단 소속이다.